# Stefanie Fuchs

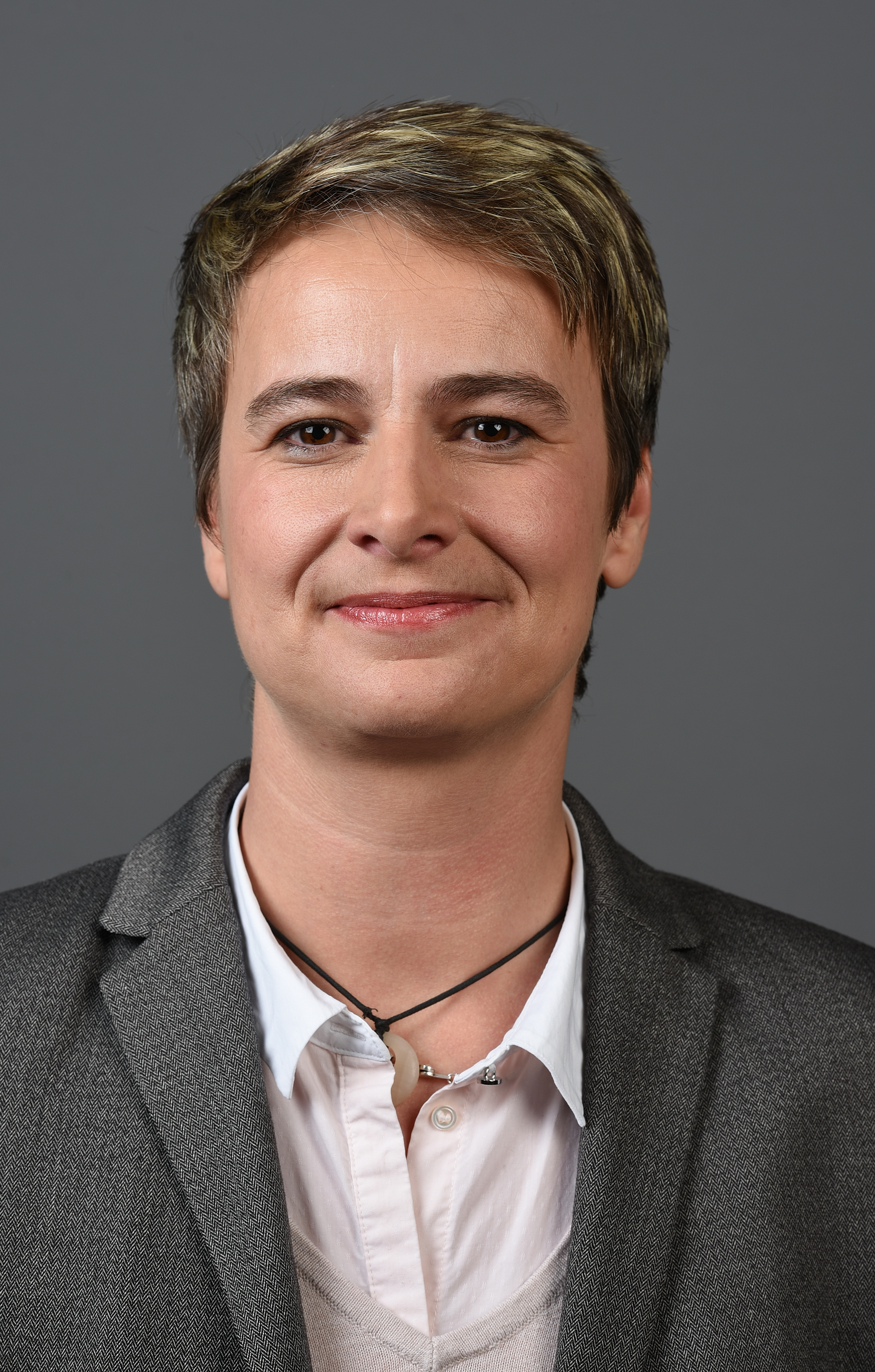
Stefanie Fuchs, 2017

Stefanie Fuchs (* 14. Juli 1975 in Ost-Berlin) ist eine deutsche Politikerin (Die Linke). Von 2016 bis 2022 war sie Abgeordnete im Abgeordnetenhaus von Berlin.
Stefanie Fuchs wuchs in Berlin-Lichtenberg auf. Nach dem Abitur 1995 absolvierte sie eine Ausbildung zur Reiseverkehrskauffrau. Sie arbeitet als Verwaltungsangestellte. Fuchs wurde bei der Wahl zum Abgeordnetenhaus von Berlin 2016 und 2021 jeweils über die Landesliste in das Abgeordnetenhaus gewählt. Am 30. November 2022 legte sie ihr Abgeordnetenhaus-Mandat nieder. Für sie rückte Franziska Leschewitz nach.